# Michael Damgaard
Michael Damgaard Nielsen, más conocido como Michael Damgaard (Rødby, 18 de marzo de 1990) es un jugador de balonmano danés que juega de lateral izquierdo en el SC Magdeburg y en la selección de balonmano de Dinamarca. Su hermano Allan Damgaard es también jugador de balonmano.
Con la selección danesa ha logrado la medalla de oro en los Juegos Olímpicos de Río de Janeiro 2016.

## Palmarés

### Selección nacional
| Juegos Olímpicos   | Juegos Olímpicos | Juegos Olímpicos | Juegos Olímpicos |
| Año                | Lugar            | Medalla          |                  |
| ------------------ | ---------------- | ---------------- | ---------------- |
| 2016               | Río de Janeiro   | Medalla de oro   |                  |
| Campeonato Mundial |                  |                  |                  |
| Año                | Lugar            | Medalla          |                  |
| 2023               | Polonia y Suecia | Medalla de oro   |                  |
| Campeonato Europeo |                  |                  |                  |
| Año                | Lugar            | Medalla          |                  |
| 2024               | Alemania         | Medalla de plata |                  |

### SC Magdeburg
- Liga Europea de la EHF (1): 2021
- Liga de Alemania de balonmano (2): 2022, 2024
- Copa de Alemania de balonmano (1): 2024
- Campeonato Mundial de Clubes de Balonmano (3): 2021, 2022, 2023
- Liga de Campeones de la EHF (1): 2023

## Clubes
- GOG Svendborg (2008-2010)
- Team Tvis Holstebro (2010-2015)
- SC Magdeburg (2015- )